# Foudroyant (1929)
«Фудруайян» (англ. FR Foudroyant) — військовий корабель, ескадрений міноносець типу «Л'Адруа» Військово-морського флоту Франції у роки Другої світової війни.
«Фудруайян» був закладений 26 квітня 1925 року на верфі компанії Forges et Chantiers de la Gironde у Лормоні. 1 квітня 1927 року він був спущений на воду, а 1 липня 1929 року увійшов до складу ВМС Франції.

## Історія служби
На початку квітня 1940 року «Фудруайян» увійшов до складу Групи Z, французької ескадри, що підтримувала Норвезьку кампанію союзників. Окрім нього, до складу групи Z входили крейсер «Еміль Бертен» 2400-тонні великі есмінці «Тартю», «Шевальє Поль», «Майє Брезе», «Мілан», «Бізон» і «Еперв'є», а також 1500-тонні «Брестуа» і «Булонне».
Активно діяв у ході цієї кампанії. У ніч з 2 на 3 травня 1940 року він разом з британськими есмінцями «Афріді», «Нубіан», «Келлі» та французьким «Бізоном» евакуював солдатів союзників з Намсуса.
1 червня 1940 року при проведенні операції «Динамо» з евакуації військ з Франції «Фудруайян» був затоплений німецькими бомбардувальниками. Того дня, крім «Фудруайяна» німецькою авіацією було знищено есмінці «Базіліск», «Кейт», «Гавант» та ще щонайменше 26 кораблів і суден союзників.